# 湖滨公园
湖滨公园位于杭州西湖东岸，东临湖滨路。
公园南北长约1公里，包括6个大小不等的园地，从南到北依次为一公园、二公园、三公园、四公园、五公园和六公园，其中一公园和六公园面积最大，湖滨公园是在以前的六公园基础上扩充建成的。
园内有垂柳、松柏、香樟等浓荫覆盖，也有美人蕉、月季等各色花卉，湖滨公园是游人欣赏西湖的主要聚集地之一，西湖音乐喷泉设于三公园附近的湖面中。

## 图片
- 湖滨雪景
- 公园游船码头
- 从一公园看游船
- 一公园
- 从一公园看湖景
- 一公园集贤亭
- 三公园
- 六公园西湖石碑